# Den odporu proti okupaci
Den odporu proti okupaci (slovinsky Dan upora proti okupatorju; v minulosti Den Osvobozenecké fronty) je slovinský státní svátek, který připadá na 27. duben. Toho dne byla v roce 1941 v Lublani založena Osvobozenecká fronta slovinského národa. OF však byla založena již o den dříve ve vile Josipa Vidmara, kde se setkal se zástupci politických stran a kulturními pracovníky. Přítomni byli Boris Kidrič, Boris Ziherl, Aleš Bebler (za Komunistickou stranu Slovinska), Josip Rus (za Sokoly), Tone Fajfar (za křesťanské socialisty), Ferdo Kozak, Franc Šturm a Josip Vidmar (za slovinské kulturní pracovníky). Původně se subjekt nazýval Protiimperialistická fronta. Fronta vznikla deset dní po kapitulaci jugoslávského vojska a čtrnáct dní po vpádu okupantů do Jugoslávie.